# Pistacja kleista

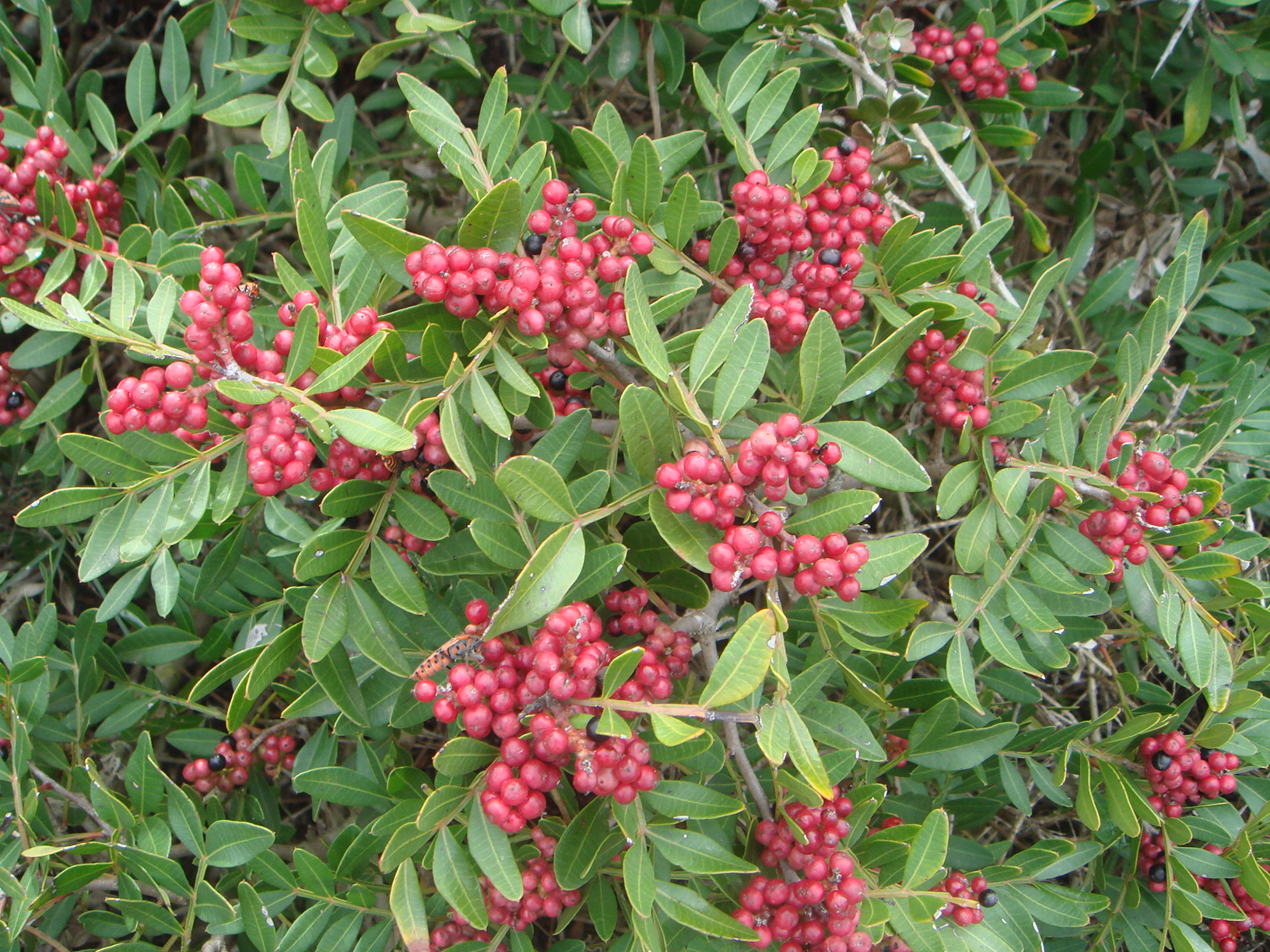
Pędy z owocami

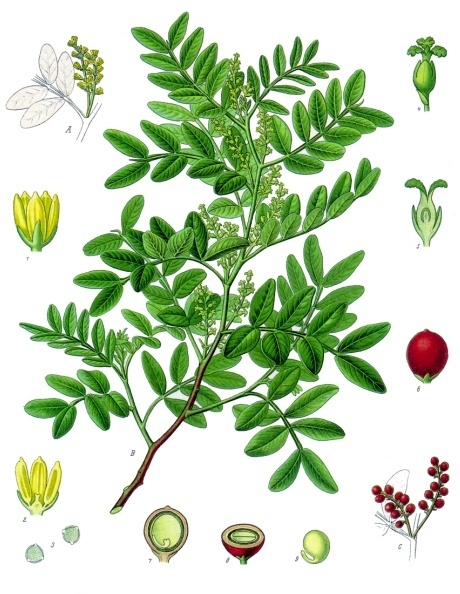
Morfologia

Pistacja kleista, pistacja lentyszek, lentyszek, mastyksowe drzewo (Pistacia lentiscus L.) – gatunek drzewa z rodziny nanerczowatych (Anacardiaceae). Występuje w basenie Morza Śródziemnego: w Afryce Północnej (Wyspy Kanaryjskie, Maroko, Algieria, Libia, Tunezja), w Europie Południowej (Hiszpania, Portugalia, Francja, Chorwacja, Grecja, Włochy) i Azji Zachodniej (Cypr, Izrael, Jordania, Liban, Syria, Turcja). Jest uprawiana w wielu krajach świata.

## Morfologia
PokrójZawsze zielony krzew lub małe drzewo o gęstych, prostych i rozłożystych gałęziach. Osiąga zazwyczaj wysokość do 3 m, rzadko więcej. Kora brunatna, łuszcząca się.
LiścieParzysto-pierzaste, składające się z 4–12 lancetowatych, lub odwrotnie jajowatych, skórzastych i całobrzegich listków. Pojedynczy listek ma długość 1–3 cm i szerokość 0,5–1,5 cm. Nasada listków zwężona, wierzchołki tępe, lub maja krótki, kolczasty kończyk. Są nagie, na górnej stronie ciemnozielone, na dolnej jasnozielone.
KwiatyBardzo drobne, o barwie od żółtawej do ciemnoczerwonej, zebrane w groniaste kwiatostany. Pojedynczy kwiat ma średnicę 2–3 mm i wyrasta z kąta łuskowatej przysadki. Kwiaty żeńskie składają się z 4–5 zrosłych dołem działek kielicha i kulistego słupka o trzech znamionach. Kwiaty męskie mają 4-5 działek zrosłych dołem kielicha i 3–5 krótkich pręcików.
OwocKulisty pestkowiec, początkowo czerwony, w stanie dojrzałym czarny. Ma cienki egzokarp i pestkę z łupiną.

## Biologia i ekologia
Roślina dwupienna. Kwitnie od marca do kwietnia. Rośnie w lasach, zaroślach i na skalistych zboczach. Występuje w zbiorowiskach roślinnych typu makia.

## Zastosowanie
- Owoce są jadalne[6].
- Z owoców wytłacza się olej[6].
- Liści (zwane liśćmi Shinia) używa się do farbowania i garbowania[6].
- Drewno jest używane na wyroby stolarskie[6].
- Wydziela pachnącą żywicę zwaną mastyksem. Uzyskuje się ją zazwyczaj w sierpniu przez nacinanie kory. Mastyks używany jest przez miejscową ludność do żucia, jako środek higieny oraz w lecznictwie. Zaprawia się nim niektóre gatunki wódek i likierów, jest też dodatkiem do past i proszków do zębów. Główne jednak zastosowanie mastyksu to produkcja lakierów, pokostu, lepiku używanego w plastrach na rany, pigułek i mas dentystycznych[6][8].

## Udział w kulturze
- Mastyks otrzymywany z pistacji kleistej był w biblijnych czasach produktem eksportowanym do Egiptu[8].
- Pistacja kleista odegrała istotną rolę w uniewinnieniu biblijnej Zuzanny i ukaraniu niesprawiedliwych i lubieżnych starców. Fragment przesłuchania jednego z sędziów, prowadzony przez proroka Daniela: "... powiedz, pod jakim drzewem widziałeś ich obcujących ze sobą? On zaś powiedział: Pod lentyszkiem. Daniel odrzekł: Dobrze! Skłamałeś na swą własną zgubę" (Dn 13,54-55)[8].
- Pistacje były przez Żydów oraz ościenne ludy otaczane szacunkiem, stąd też obecnie można spotkać ich okazy liczące nawet tysiąc lat[8].